# Constança (distrito da Alemanha)
Constança (em alemão:  Konstanz) é um distrito da Alemanha, na região administrativa de Friburgo, estado de Baden-Württemberg, junto ao lago de Constança.

## Cidades e Municípios
- Cidades:

1. Aach
2. Constança (Konstanz)
3. Engen
4. Radolfzell
5. Singen
6. Stockach
7. Tengen

- Municípios:

1. Allensbach
2. Bodman-Ludwigshafen
3. Büsingen no Alto Reno (Büsingen am Hochrhein)
4. Eigeltingen
5. Gaienhofen
6. Gailingen
7. Gottmadingen
8. Hilzingen
9. Hohenfels
10. Moos
11. Mühlhausen-Ehingen
12. Mühlingen
13. Öhningen
14. Orsingen-Nenzingen
15. Reichenau
16. Rielasingen-Worblingen
17. Steißlingen
18. Volkertshausen